# Gun (China)
Gun (Kun) was een figuur uit de Chinese mythologie. Volgens de traditionele historische bronnen kreeg hij van Yao, een van de Vijf Oerkeizers opdracht de overstromingen van de Gele Rivier te bedwingen. Toen dit mislukte werd hij ter dood gebracht. Zijn taak werd volbracht door zijn zoon Yu, de mythische stichter van de Xia-dynastie.

## Traditionele biografie
Gun was volgens de Shiji de zoon van keizer Zhuan Xu (顓頊) en daarmee de achterkleinzoon van de Gele Keizer. Net als zijn grootvader, Chang Yi (昌薏) wist hij echter geen keizerlijke positie te verwerven. Hij was weliswaar leider van de Xia-clan, maar die hadden hun dynastie nog niet gevestigd.
Volgens de Shiji werd Gun op advies van de Leiders van de Vier Heilige Bergen door keizer Yao aangesteld om de overstroming van de Gele Rivier te bedwingen. Het water kwam inmiddels tot aan de hemel en overstroomde de heuvels. Gun wilde de overstroming bestrijden door de aanleg van dammen, maar was na negen jaar nog steeds niet in staat de overstroming te bedwingen. Hij werd daarom op bevel van keizer Yao (of zijn opvolger, keizer Shun) terechtgesteld op de Shanyu (山羽, de 'Veren' berg). Zijn zoon Yu, de latere stichter van de Xia-dynastie kreeg opdracht het werk van zijn vader af te maken.

## Reconstructie van de mythe
In de traditionele biografie werd Gun beschreven alsof het om een historisch persoon ging, een ambtenaar in dienst van de keizer. Door fragmenten te combineren uit het Boek der Liederen, het Boek der Documenten, de geschriften van de Meester van Huainan (Huainanzi) en het 'Boek van de bergen en de zeeën' (Shanhaijing) kon volgens de Amerikaanse sinoloog Derk Bodde (1909-2003) de eigenlijke mythe worden afgeleid.
Toen Gun opdracht kreeg de overstroming te bestrijden, nam hij van Di (帝, 'de hoogste heerser') aarde weg met magische eigenschappen. Die grond, genaamd xirang (息壤), had de bijzondere eigenschap vanzelf in omvang toe te nemen. Met die speciale grond legde Gun dijken aan. Die moesten, na te zijn gegroeid, het water tegenhouden. Di had inmiddels de diefstal door Gun ontdekt. Toen ook diens plan om de overstroming te stoppen mislukte, gaf Di opdracht aan Zhurong, de god van het vuur, om Gun te executeren. Dit gebeurde op de 'Verenberg', een plek in het verre noorden waar de zon nooit kwam. Daar bleef het stoffelijk overschot van Gun liggen zonder dat het tot ontbinding overging. Na drie jaar werd het lichaam door een niet nader genoemd persoon met een zwaard geopend. Uit de buik van Gun kwam Yu tevoorschijn. Hij was de latere stichter van de Xia-dynastie. Volgens een variant op de mythe werd Yu geboren uit steen, omdat het lichaam van Gun na zijn executie zou zijn veranderd in een rots. Na de geboorte van Yu veranderde Gun in een gele beer. Er werden echter ook andere dieren genoemd, zoals een zwarte vis, een schildpad met drie poten en een gele draak. De in een dier veranderde Gun sprong vervolgens in het 'diepe verenwater' (yuyuan, 羽淵). Volgens een fragment uit het gedicht 'Vragen aan de hemel' (tianwen, 天問), dat staat vermeld in de 'Zangen van Chu' (Chuci, 楚辭), bereikte Gun uiteindelijk het westen. Hiermee kan zijn aangegeven dat hij dood ging. Later zou hij door een sjamanka (opnieuw) tot leven zijn gewekt.

## Moderne duiding
De mythe van Gun hangt nauw samen met de mythen rond Yu. Zij vormen geen eenheid, maar zijn samenvoegingen van elementen afkomstig uit diverse culturen. Die verschillen kunnen geografisch of etnisch van aard zijn geweest. Volgens de Franse sinoloog Henri Maspero (1882-1945) stammen de mythen rond Gun en Yu uit twee gebieden, de midden- en de benedenloop van de Gele Rivier. Volgens Wolfram Eberhard (1909-1989) zijn ze afkomstig uit het stroomgebied van de Jangtsekiang. In elk geval speelde water in alle verhalen een grote rol. Het karakter Gun betekent 'grote vis'. Er zijn twee varianten, 鯀 en 鮌. Zij bevatten elk het karakter 魚 (yu, vis), maar het tweede deel bestaat, al naargelang de tekst, uit 系 (xi, zijden verbindingsdraad) of uit 玄 (xuan, donker, geheimzinnig). Waarschijnlijk zijn beide karakters uitsluitend gecreëerd om de mythische figuur Gun aan te duiden en waren niet bedoeld voor de beschrijving van enige bestaande vissoort. Het karakter 魚 (yu, vis) kan duiden op zijn mythische oorsprong. Mogelijk ging het om een watergod in de gedaante van een dier. Bijna alle genoemde dieren waarin Gun zich zou hebben veranderd (vis, schildpad, draak) hebben iets met water te maken. De overlevering dat Gun veranderde in een beer is echter in een oudere bron overgeleverd dan die van zijn verandering in waterdieren. In het Commentaar van Zhuo op de Lente- en Herfstannalen staat onder het jaar 535 v.Chr. vermeld dat een edelman in zijn droom werd bezocht door een beer. Dat was, naar hem later werd uitgelegd, de geest van Gun. Mogelijk was de verandering in een beer een herinnering aan een vorm van berenverering in het oude China, met de beer als totemdier.
In de latere geschiedschrijving verloor Gun de goddelijke status en werd 'gerationaliseerd' tot een functionaris in dienst van de heerser. Toen vanaf de tweede eeuw v.Chr. de historische bronnen hun huidige vorm kregen, werden de bestuurlijke verhoudingen van dat moment in de tijd teruggeprojecteerd. Net als ambtenaren uit de tweede eeuw v.Chr. kon daarom ook Gun worden gestraft toen hij zijn opgedragen taak niet naar behoren vervulde.